# Lou Albert-Lasard
Lou Albert-Lasard, née Louise Lazard le 10 novembre 1885 à Metz et morte le 21 juillet 1969 à Paris (14e arrondissement), est une artiste peintre franco-allemande. Elle s'est distinguée à son époque par sa condamnation de la guerre. Entre 1914 et 1916, elle côtoya le poète autrichien Rainer Maria Rilke.

## Biographie
Issue de la bourgeoisie juive allemande, Louise Lazard naît le 10 novembre 1885, à Metz, une ville de garnison d'Alsace-Lorraine. En 1904, comme Louyot, Pellon et bien d'autres artistes de cette génération, elle part à Munich pour suivre des études artistiques. Habitant dans la capitale du Land de Bavière avec sa sœur aînée Ilse Heller-Lazard, qui suit la même voie, elle rencontre de nombreux peintres parmi lesquelles se distinguent Franz Marc et Vassily Kandinsky.
En 1909, elle épouse Eugène Albert (1856–1929) et prend le nom de Albert-Lasard. De cette union naît une fille, Ingo de Croux-Albert (1911–1997). Après un séjour à Paris, où elle rencontre Fernand Léger, elle doit quitter la France à la veille de la Grande Guerre. De retour en Allemagne, elle fait la connaissance du poète Rainer Maria Rilke, avec lequel elle a une relation de 1914 à 1916. Ils vivent ensemble à Rodaun près de Vienne, puis à Munich. Mais la relation prend fin car « les indécisions et le narcissisme de Rilke finissent par lasser Lou ».
Pendant toutes ces années, elle baigne dans un milieu où évoluent Romain Rolland, Stefan Zweig, Paul Klee, Oskar Kokoschka. Elle est pacifiste.
Du fait des risques qu'elle encourt pendant la Première guerre mondiale, elle part vivre en Suisse où de nombreux pacifistes trouvent refuge. Elle y fréquente le Cabaret Voltaire vit à Ascona, expose. Puis, Lou Albert-Lasard rejoint l’association d’artistes expressionnistes de la Novembergruppe à Berlin. Ses travaux sont alors essentiellement composés de portraits dessinés de ses amis.
En 1928, elle s’établit avec sa fille à Paris, où elle fait partie de la communauté des artistes de Montparnasse. Elle se lie d’amitié avec Henri Matisse, Alberto Giacometti et Robert Delaunay dont elle réalise le portrait[réf. à confirmer].
Lou Albert-Lasard part souvent en voyage avec sa fille en Afrique du Nord, en Inde où elle rencontre Gandhi dont elle fait le portrait, ainsi qu'au Tibet, au Cambodge et dans d’autres pays. Les dessins et aquarelles (telle Les Deux Singes, 1931) qu’elle en rapporte seront exposés dès 1939.
Au début de la Seconde Guerre mondiale Lou Albert-Lasard et sa fille sont internées en mai 1940, comme leur compatriote Adrienne Thomas, au camp de Gurs pendant six mois, en tant que citoyennes d'un pays ennemi. Au cours de cette période à Gurs, elle réalise des dessins et des portraits représentant leur arrivée et des scènes de la vie du camp. Après leur renvoi, elle retourne à Paris et parvient à échapper aux rafles allemandes et françaises en se cachant, craignant la délation.
Après-guerre, son œuvre à l'eau-forte se poursuit, en particulier pour figurer au sein d'ouvrages imprimés comme celui de Lanza del Vasto Principes et préceptes du retour à l'évidence, en 1945[réf. incomplète]. Dans les années 1950, elle passe la plupart de son temps à voyager avec sa fille, dans une caravane. Elle en reproduit ses impressions à travers des aquarelles et des lithographies. Elle illustre une biographie du mahatma Gandhi parue en 1952.
Lou Albert-Lasard meurt le 21 juillet 1969 à Paris, en son domicile du 248, Boulevard Raspail.

## Publications personnelles
- Die Mappe, Ed. Goldbeck-Löwe, Berlin, 2010.
- Wege mit Rilke, S. Fischer, Frankfurt am Main, 1952.
- Une Image de Rilke, Mercure de France, Paris, 1953.
- Wege mit Rilke, Fischer-Taschenbuch-Verlag, Frankfurt am Main, 1985.

## Œuvres dans les collections publiques
- 2 000 œuvres (dessins, peintures, estampes) ont fait l'objet d'une dation à la ville de Strasbourg et sont conservées au musée d'art moderne et contemporain de Strasbourg[21].
- Berlinische Galerie, photographie et architecture, Berlin
- Plusieurs travaux réalisés durant la période du camp de Gurs font aujourd’hui partie de la collection d’objets d’art dans la Ghetto Fighters' House (musée des combattants des ghettos) dans le kibboutz Lohamei HaGeta'ot en Israël
- Musée Sainte-Croix, Poitiers

## Expositions
Personnelles
- 1925 Galerie Flechtheim, Berlin (avec Emil van Hauth)[22]
- 1983, « Lou Albert-Lasard 1885-1969 », Berlinische Galerie, Berlin
- 1985, Galerie La Jurande, Paris
- 1998, Galerie Lux, Berlin
- 2001, Galerie Lux, Berlin
- Zeit-Galerie dans la librairie de livres anciens Brendel, Berlin
- 2002, « Arbeiten auf Papier », Das Verborgene Museum (de), Berlin
- 2014, « Exposition Lou Albert-Lasard », Château de Courcelles, Montigny-lès-Metz[23],[24]

Collectives
- 1990, « Berliner Kunststücke », Museum der bildenden Künste, Leipzig
- 2002, « Malerinnen - Kunst von Frauen um 1900 », Galerie am Gendarmenmarkt, Berlin

## Sources
- (de) Cet article est partiellement ou en totalité issu de l’article de Wikipédia en allemand intitulé « Lou Albert-Lasard » (voir la liste des auteurs).
- Complément avec autres sources, en particulier : BNF ; Catalogue d'exposition 2014 Bibliothèque Metz ; Archives of women artists (en français) association loi de 1901 fondée par Camille Morineau, historienne de l'art : awarewomenartists.com

- Jean-Pierre Legendre et Bernard Sberro, "Lou Albert-Lasard, une artiste messine entre la France et l'Allemagne", Bibliothèques-Médiathèques de Metz, Carnets de Medamothi, 2012 (pp. 116-121)